# Xian de Xing'an
Pour les articles homonymes, voir Xing'an.
Le xian de Xing'an (兴安县 ; pinyin : Xīng'ān Xiàn) est un district administratif de la région autonome du Guangxi en Chine. Il est placé sous la juridiction de la ville-préfecture de Guilin.

## Démographie
La population du district était de 354 924 habitants en 2010.